# Diecezja Jining
Diecezja Jining (łac. Dioecesis Zinimensis, chiń. 天主教集宁教区) – rzymskokatolicka diecezja ze stolicą w Jining, w prefekturze miejskiej Ulanqab, w regionie autonomicznym Mongolia Wewnętrzna, w Chińskiej Republice Ludowej. Diecezja jest sufraganią archidiecezji Suiyuan.
Diecezja obecnie obejmuje 70 kościołów i punktów misyjnych. Służy w niej 15 sióstr zakonnych.
Na terenie diecezji znajduje się Sanktuarium Maryjne w Mozishan - najbardziej znany katolicki ośrodek pielgrzymkowy w Mongolii Wewnętrznej.

## Historia
Dnia 8 lutego 1929 papież Pius XI erygował wikariat apostolski Jining. Nowa jednostka kościelna została wydzielona z wikariatu apostolskiego Xiwanzi (obecnie diecezja Xiwanzi).
W wyniku reorganizacji chińskich struktur kościelnych 11 kwietnia 1946 wikariat apostolski Jining podniesiono do godności diecezji.
Od zwycięstwa komunistów w chińskiej wojnie domowej w 1949 diecezja, podobnie jak cały prześladowany Kościół katolicki w Chinach, nie może normalnie działać. Nowe władze wygnały z kraju misjonarzy. Katedra do 1980 pozostawała zamknięta.
Z 1950 pochodzą ostatnie pełne, oficjalne kościelne statystyki. Diecezja Jining liczyła wtedy:
- 36 240 wiernych (4,5% społeczeństwa)
- 64 księży (wszyscy diecezjalni)
- 98 sióstr zakonnych
- 32 parafie.

W 2007 zbudowano nową katedrę. Budynek ma czerwone ściany oraz białe kolumny i ramy okienne. Dachy kopuły i dwóch dzwonnic zostały zaprojektowane na wzór jurty.

## Ordynariusze Jining
Biskupi John Liu Shigong i Anthony Yao Shun byli uznawani za legalnych zarówno przez papieża jak i przez rząd Chińskiej Republiki Ludowej.

### Lista biskupów Jining
Administraturze kościelnej w Jining zawsze przewodzili Chińczycy. Byli to kolejno:
- wikariusze apostolscy Jining
  - Evarist Zhang Zhiliang (10 lutego 1929 - 26 maja 1932)
  - Joseph Fan Heng’an (10 stycznia 1933 - 11 kwietnia 1946)
- biskupi Jining
  - Joseph Fan Heng’an (11 kwietnia 1946 - 1975)
  - sede vacante (być może urząd sprawował biskup(i) Kościoła podziemnego)
  - John Liu Shigong (1995 - 2017)
  - Anthony Yao Shun (od 2019)